# Anthrax melanogaster
Anthrax melanogaster är en tvåvingeart som först beskrevs av Jacques-Marie-Frangile Bigot 1892.  Anthrax melanogaster ingår i släktet Anthrax och familjen svävflugor. Inga underarter finns listade i Catalogue of Life.